# Тур (Сату Маре)
Тур (рум. Tur) насеље је у Румунији у округу Сату Маре у општини Негрешти-Оаш. Oпштина се налази на надморској висини од 186 m.

## Становништво
Према подацима из 2002. године у насељу је живело 1672 становника.

### Попис2002.
| Расподела становништва по националности 2002.‍ | Расподела становништва по националности 2002.‍ | Расподела становништва по националности 2002.‍ | Расподела становништва по националности 2002.‍ | Расподела становништва по националности 2002.‍ |
| --------------------------------------------- | --------------------------------------------- | --------------------------------------------- | --------------------------------------------- | --------------------------------------------- |
|                                               |                                               |                                               |                                               |                                               |
| Румуни                                        | Румуни                                        |                                               | 1.655                                         | 99,4%                                         |
| Мађари                                        | Мађари                                        |                                               | 10                                            | 0,6%                                          |